# Мантика (Калифорния)
Мантика (англ. Manteca) — город в округе Сан-Хоакин в штате Калифорния в Соединённых Штатах Америки.
Согласно данным переписи населения США 2020 года число жителей города 
составляло 83 498 человек, что, для такого небольшого населённого пункта, существенно больше (+ 24.4%), чем было во время предыдущей переписи проводившейся в 2010 году (67 096 человек).

## История
В доколумбову эпоху на землях, где сейчас построен современный город, проживали коренные американцы из индейского народа йокутс.

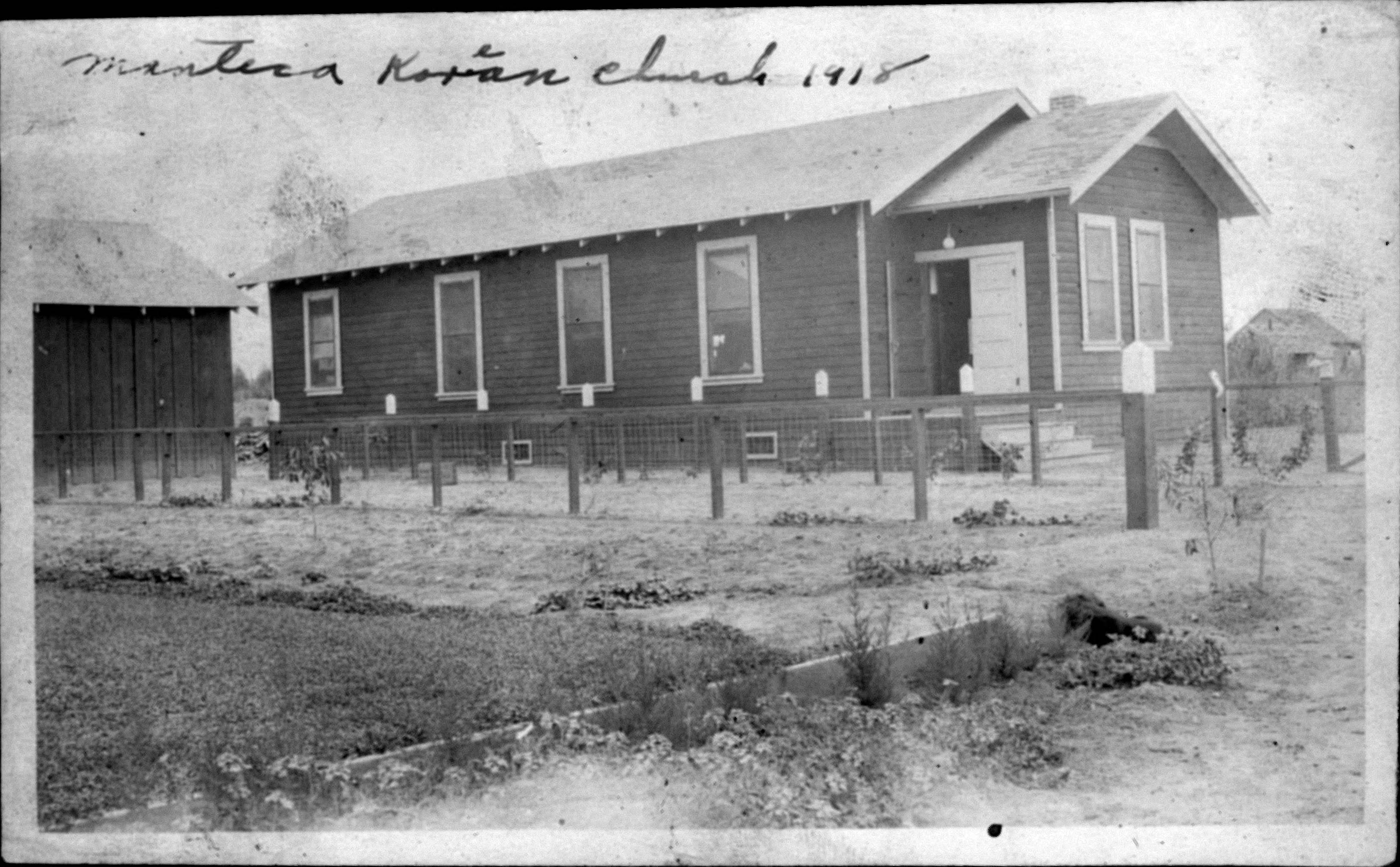
Корейская церковь (1918)

Сообщество было официально основано в 1861 году Джошуа Коуэллом (англ. Joshua Cowell), который приобрёл около 1000 акров (400 гектаров) земли и построил дома на том месте, где сейчас находится угол Мэйн и Йосемити, и расположен филиал Bank of America.
В 1873 году Центральная Тихоокеанская железная дорога проложила рельсы прямо через этот район. Жители хотели называть свою новую железнодорожную станцию «Коуэлл», но рядом с Трейси уже была станция с таким названием. Жители приняли решение изменить название сообщества, выбрав вариант «Монтека» в качестве нового названия. Новое название было неправильно (через «а») напечатано железнодорожниками как «Мантека» (букв. по-испански — сало), и такая версия в конечном итоге и была принята властями в качестве названия сообщества. Человека желающего тратить время, чтобы это исправить сразу не нашлось, а позднее все привыкли и уже мало кому это мешало.

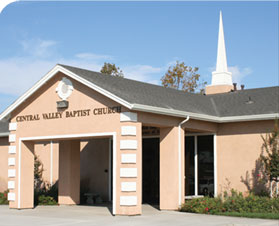
Баптистская церковь
Центральной долины

28 мая 1918 году года поселение было инкорпорировано и включено в реестр штата Калифорния, благодаря чему некорпоративное сообщество Мантика официально получил статус города Мантека, а Джошуа Коуэлл стал первым мэром.
Мантека позиционирует себя как «Семейный город». Она находится на перекрестке крупных автомагистралей и железных дорог. Ещё в 1970-х годах Мантека существовала в основном за счет сельского хозяйства. Продолжающийся рост цен на жилье в районе тихоокеанского побережья заставил семьи из района залива смотреть дальше на восток в поисках более доступных мест для проживания и многие останавливали свой выбор на Мантеке.
С момента основания, каждое десятилетие население города увеличивается от 20,8% (1990-е) до 116,7% (1960-е); со времени последней переписи 2020 года оно выросло еще на 10+ тысяч человек (2024).

## География
Мантика расположена между городами Стоктон и Модесто (округ Станисло), в 76 милях (122 километрах) к востоку от Сан-Франциско. Неподалёку находятся Лейтроп, Рипон, Эскалон и Трейси.
Согласно данным представленным Бюро переписи населения США, общая площадь города составляет 21,4 квадратных мили (55 км2), 99,89% из которых занимает суша, а 0,11% приходится на водную поверхность.

## Климат
По данным представленным Национальной метеорологической службой США, Мантика, согласно системе классификации климатов Кёппена, имеет жаркий летний средиземноморский климат, на климатических картах сокращённо обозначаемый аббревиатурой «Csa».
Летом здесь очень жарко и сухо, а зимой — мягко, за исключением периодов сезонных туманов туле, когда может быть довольно холодно в течение многих дней. Лето исключительно сухое, тогда как зима дождливая с периодами ясной погоды.